# 梁明 (北朝)
梁明，南北朝西魏、北周将领，是梁椿的儿子，代人。
魏恭帝二年（555年），梁明以梁椿之功赐爵丰阳县公。不久授任为大都督，升任为车骑大将军、仪同三司、散骑常侍，治小吏部，历任小御伯、御正下大夫。保定五年，周武帝下诏让他承袭梁椿之爵清陵郡公，丰阳县公的旧封回授给他弟弟梁朗。天和年间，改封乐陵郡公，担任上州刺史，食邑增加并之前共四千三百户。